# Tajný výpravy
Tajný výpravy je druhé studiové album brněnské skupiny Kamelot. Vydal ho FT Records v roce 1991, nahráno ve studiu Jalovec.

## Obsazení
Autorem všech textů je Roman Horký, až na hudbu k písni č. 4 (Vzpomínka na Kamaráda), kterou napsal Radek Michal, je také skladatelem všech písní. Obsazení skupiny:
- Roman Horký – sólo kytara, sólo zpěv
- Radek Michal – kytara, sólo zpěv
- Věra Horká – sólo zpěv
- Jaroslav Zoufalý – congo, percussion, zpěv
- Dalibor Dunovský – baskytara

## Skladby
1. Démanty
2. Proměny
3. Krajina větrných mlýnů
4. Vzpomínka na kamaráda
5. Smršť
6. To se už stává
7. Tajný výpravy
8. Vyhnanci
9. Nepřijel jsi
10. SOS
11. Cestou domů
12. Zas prší do ulic
13. Rituál